# Runenstein von Berge
Der Runenstein von Berge (N A10) steht auf einem Feld südlich der Straße nach Fyresdal in der Provinz Telemark in Norwegen. 
Es ist ein 1,9 m hoher Quader mit glatten Seiten. An der nordöstlichen Ecke stand eine Runeninschrift mit 10 Zeichen, die aber bis auf das lesbare Wort „sein“ abgewittert ist. Der früher auch als Pranger im Einsatz befindliche Stein wurde an den heutigen Standort versetzt, als die Kirche am See Nesvatn abgerissen wurde. 
Am ursprünglichen und heutigen Standort des Runensteins wurde ein eisenzeitliches Grab mit einigen Knochen, einer Axt und einer Speerspitze gefunden. Neben dem Stein lagen ein großer und einige kleinere runde Grabhügel, die entfernt wurden.
In der Nähe liegen der Skeistein (N160) und der Røykjenesstein.